# Gout-Rossignol
Gout-Rossignol är en kommun i departementet Dordogne i regionen Nouvelle-Aquitaine i sydvästra Frankrike. Kommunen ligger i kantonen Verteillac som tillhör arrondissementet Périgueux. År 2022 hade Gout-Rossignol 362 invånare.

## Befolkningsutveckling
Antalet invånare i kommunen Gout-Rossignol
Referens:INSEE